# Thierry Vigneron
Thierry Vigneron, född den 9 mars 1960 i Gennevilliers, är en fransk före detta friidrottare som under 1980-talet tävlade i stavhopp.
Vigneron tillhörde världseliten i stavhopp under början av 1980-talet. Sitt stora genombrott fick han 1980 när han slog Polens Władysław Kozakiewiczs världsrekord i stavhopp när han hoppade 5,75 vid en tävling i Lille. Bara 18 dagar senare blev han av med rekordet när landsmannen Philippe Houvion hoppade 5,77. 
1981 blev han Europamästare inomhus och senare samma år slog han Kozakiewiczs nysatta världsrekord när han hoppade 5,80 utomhus. Denna gång innehade han rekordet i sex dagar innan ryssen Vladimir Poljakov hoppade 5,81. 1982 deltog han vid EM i Aten men slutade först på en sjätte plats med höjden 5,50. Han deltog även på VM 1983 i Helsingfors men även här blev det ingen framskjuten placering utan bara en åttonde plats med höjden 5,40. Senare samma år satte han åter igen världsrekord när han hoppade 5,83 vid tävlingar i Rom. 
I början av 1984 försvarade han sitt guld vid inomhus EM och utomhus kom hans karriärs kanske främsta framgång när han blev bronsmedaljör vid Olympiska sommarspelen 1984 i Los Angeles. Efter OS satte han sitt sista världsrekord när han vid tävlingar i Rom hoppade 5,91, en höjd som också är hans personliga rekord, men redan i samma tävling slog Sergej Bubka hans rekord då Bubka hoppade 5,94. 
1985 deltog han på det första inomhus VM och slutade tvåa efter Bubka. På EM 1986 kom han till finalen men klarade inte sin ingångshöjd och slutade sist. VM 1987 i Rom blev Vigneron silvermedaljör med höjden 5,80 slagen av bara Bubka som hoppade 5,85. 1988 deltog han vid Olympiska sommarspelen 1988 och slutade delad femma på höjden 5,70. Sin sista mästerskapsmedalj vann han vid EM inomhus 1990 där han blev trea. Vid EM utomhus samma år rev han åter sin ingångshöjd och slutade sist. Hans sista stora mästerskap var VM 1991 i Tokyo där han blev åtta. 
1996 valde han formellt att avsluta sin karriär.